# Université polytechnique de Tomsk
Ne doit pas être confondu avec Université d'État de Tomsk.
L'université polytechnique de Tomsk (en russe : Томский политехнический университет, Tomski politekhnitcheski ouniversitet), en abrégé UPT, dans la ville de Tomsk, est la plus ancienne université technique russe à l'est de l'Oural.

## Histoire
L'université UPT a été fondée en 1896 et inaugurée en 1900 en tant qu'Institut technologique de Tomsk. En 1923, elle a été rebaptisée « Institut technologique de Sibérie » et en 1930, l'Institut a été scindé en cinq divisions, dont trois sont restées à Tomsk. En 1934, les trois instituts de Tomsk sont réunis pour former un nouvel institut qui est nommé « Institut polytechnique de Tomsk ».

## L'UPT aujourd'hui
L'université UPT enseigne à plus de 22 000 étudiants  et compte plus de 130 000 anciens élèves diplômés en diverses spécialités techniques. L'UPT offre 25 orientations et 86 spécialités. Le personnel de l'UPT compte 2 300 spécialistes dont 2 000 sont professeurs.
L'université UPT a établi un réseau mondial de coopération scientifique et académique, contrats scientifiques, échange d’étudiants, de thésards, de professeurs, études. Elle coopère plus particulièrement avec l'université de l'État de l'Ohio, l'université de l'État du Michigan et le Goethe-Institut. Elle possède des bureaux à Karlsruhe, Prague et Nicosie.
Elle participe à des consortia de projets universitaires européens. Elle est membre du réseau TIME (Top Industrial Managers for Europe) d'échanges d'étudiants en Europe et du Réseau Cluster.